# Азиатская литература
Азиатская литература, восточная литература — литература, написанная в Азии.

## Примеры
- Восточноазиатская литература
  - Китайская литература
  - Литература Японии
  - Корейская литература (Литература Кореи)
  - Литература Тайваня
- Южноазиатская литература
  - Литература Индии
  - Литература Пакистана
  - Тамильская литература
- Южно-восточная азиатская литература
  - Филиппинская литература (Литература Филиппин)

Также выделяется отдельно:
- Западноазиатская (ближневосточная) литература  
  - Арабская литература
  - Еврейская литература[1]

## Классическая литература Китая и Японии
В китайских династиях Тан и Сун известные поэты, такие как Ли Бо, писали произведения большого значения. Они написали стихи Ши (Вэньянь: 詩), в которых строки с равным числом символов, а также стихи Цы (詞) со строками разной длины. В японской литературе раннего нового времени (17-19 вв) создавали составные нововведения, такие как хайку — форма японской поэзии, которая развилась из древней формы хокку (Японский язык: 発句). Хайку состоит из трех линий: первая и третья строки содержат пять morae (грубый фонологический эквивалент слога), в то время как во второй их семь. К подлинным мастерам хайку относятся такие фигуры, как поэт периода Эдо Мацуо Басё; другие под влиянием Басё относят Кобаяси Исса и Масаока Сики.

## Классическая западноазиатская (ближневосточная) литература
Литература данного региона имеет древнюю историю и кардинальные различия в сравнении с остальными регионами Азии, из за специфики этнического состава и географического положения, близости с европейским континентом и северо-африканским регионом, а также из за давних контактов со средиземноморскими античными культурами. Регион Ближнего Востока также отчасти повлиял на дальнейшее формирование западной литературы (Библия).

## Современная литература
Полимат Рабиндранат Тагор, бенгальский поэт, драматург и писатель, который был индийцем, стал в 1913 году первым азиатским лауреатом Нобелевской премии. Он получил Нобелевскую премию по литературе за заметное влияние его прозаических произведений и поэтической мысли на английскую, французскую и другие национальные литературы Европы и Америки. Также он написал гимн Индии. Позднее, другие азиатские писатели получали Нобелевскую премию по литературе, включая Кавабата, Ясунари (Япония, 1966) и Оэ, Кэндзабуро (Япония, 1994). Ясунари Кавабата писал новеллы и короткие рассказы, отличающиеся своей элегантной и спартанской дикцией, такие как Снежная страна и Мэйдзин.